# Kings Island
Pour les articles homonymes, voir King.
Kings Island est un parc à thème situé à Mason, dans le comté de Warren, en Ohio, aux États-Unis. Le parc, aujourd'hui géré par le groupe Cedar Fair Entertainment Company faisait partie de la chaîne Paramount Parks jusqu'en 2006.

## Histoire
Kings Island ouvrit ses portes pour la première fois en avril 29 1972  dans ce qui était alors la banlieue de Deerfield (près de Cincinnati), développé par la Taft Broadcasting Company. La radio pris le nom du propriétaire précédent, King Powder Company, qui avait fondé la ville de Kings Mills pour ses ouvriers. Placé entre l'Interstate 71 et la rivière Little Miami. Le parc est resté dans la banlieue de Deerfield jusqu'à ce qu'il ait été annexé à la ville de Mason en 1997.
Kings Island servi de remplacement à Coney Island (en), un populaire parc d'attractions à 16 kilomètres à l'est de Cincinnati. Coney Island fut en effet contraint de fermer à cause de terrains inondables. Ce parc a depuis rouvert mais sur une surface plus petite. De nombreuses attractions de Coney Island, parmi lesquelles se trouvaient The Tumblebug, Scrambler, Flying Scooters, Spider, Dodgem, Turnkpike Cars, Sky Ride et The Rotor, furent déménagées à Kings Island à cette époque.
En 1992, Kings Island fut acheté par Paramount Communication, en même temps que quatre autres parcs à thème aux États-Unis et au Canada ; le parc fut rebaptisé Paramount's Kings Island. Deux ans plus tard, Viacom acheta Paramount, puis se coupa en deux compagnies - Viacom et CBS Corporation.
En 2006, la Cedar Fair Entertainment Company rachète Paramount Parks.

## Les débuts

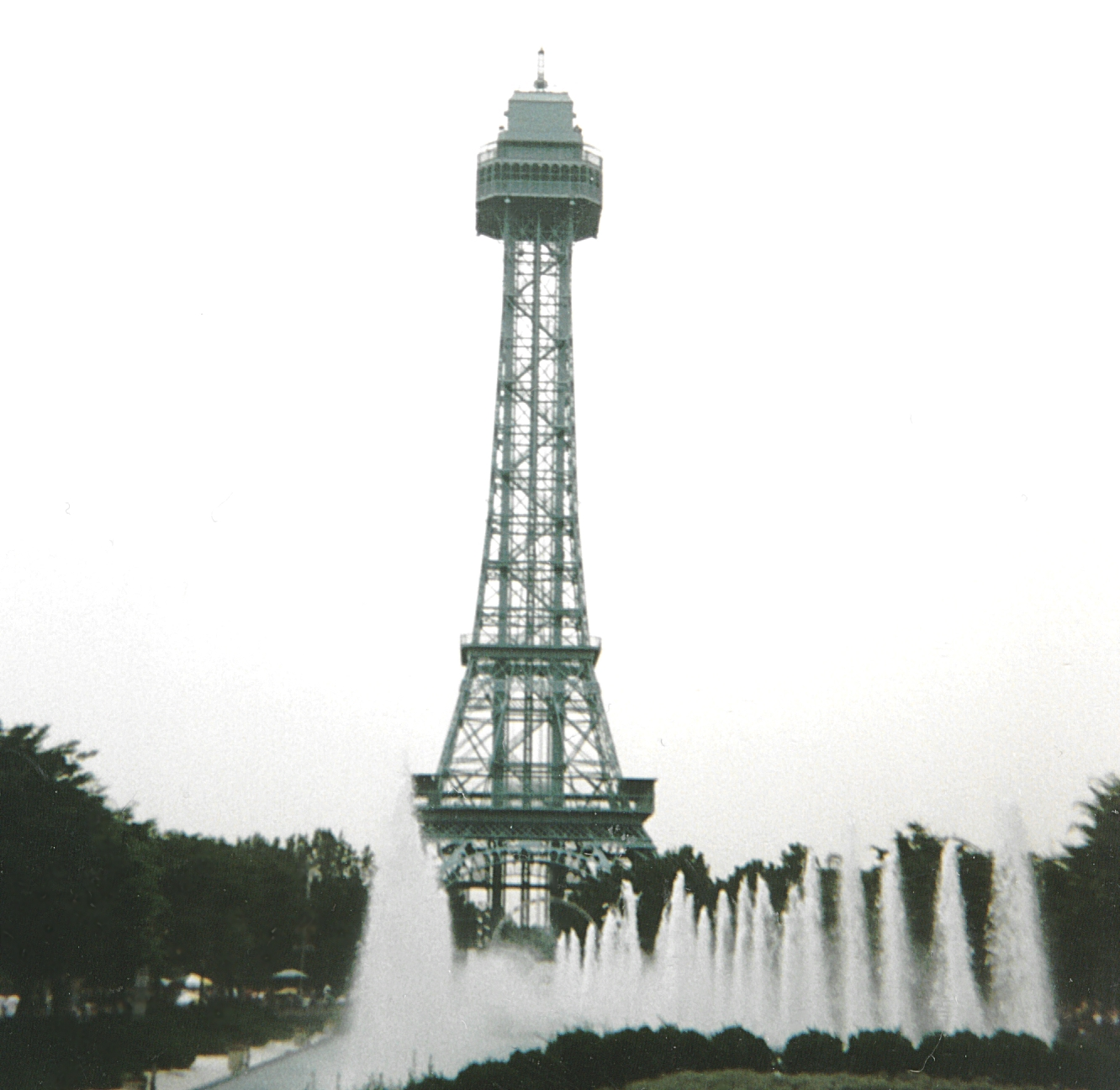
Réplique de la tour Eiffel dans le parc.

La pièce centrale de King Island a toujours été la réplique échelle 1:3 de la réplique de la tour Eiffel, située près de la fontaine royale sur le chemin principal d'entrée. Une autre réplique de la dame de fer se trouve dans le parc Kings Dominion.
Une autre attraction phare du parc est The Racer ; deux montagnes russes en bois dessinées par John C. Allen.
Les autres montagnes russes présentes en 1972 étaient Bavarian Beetle, des petites montagnes russes en métal achetées à Coney Island (fermées depuis 1979) et Scooby-Doo, un parcours de montagnes russes en bois (renommé The Beastie en 1979 puis Fairly Odd Coaster en 2006).
Parmi les autres attractions présentes à l'ouverture, on compte Haley's Comet, Kings Mill Log Flume, Les Taxis, Grand Carousel, Der Spinning Keggers, Sky Ride, Enchanted Voyage, Marathon Turnpike, Scrambler, Flying Scooters, Winnie Witch's Spinning Cauldrons, Kings Island and Miami Valley Railroad, Monster, et The Rotor.

## Les améliorations
Kings Island a été plusieurs fois précurseur et détenteur de records. En 1977, le premier circuit de montagnes russes en avant puis en arrière aux États-Unis, le Screamin' Demon, débute à Kings Island. En 1979, le parc inaugure The Beast, les montagnes russes de leur type les plus hautes, les plus longues et les plus rapides du monde à cette époque. En 1981, il installe les premières montagnes russes à véhicules suspendus, The Bat.
En 1984 ouvre King Cobra, les premières montagnes russes en position verticale dessinées en tant que telles. Elles ont été démontées en 2002, en raison d'un entretien trop coûteux pour le parc.
En 1987, les montagnes russes Vortex ont brièvement placé un nouveau record avec six inversions.
Son of Beast, ouvert en 2000, devient le plus haut et rapide parcours de montagnes russes en bois au monde et le seul à posséder un looping vertical.
À partir de 1989, le parc commence à développer son offre en attractions aquatiques ; en 2004, de nombreuses rénovations et un agrandissement créent une toute nouvelle zone baptisée Boomerang Bay.
En 2007, le parc annonça le début de la construction de l'attraction Firehawk, un parcours de montagnes russes volantes construites par Vekoma.
En 2009, Kings Island a ouvert de nouvelles montagnes russes nommées Diamondback.

## Le parc d'attraction
Le parc est divisé en 7 zones thématiques :
- Action Zone
- Oktoberfest
- International Street
- Coney Mall
- Rivertown
- Nickelodeon Universe
- Boomerang Bay - Zone aquatique

### Les montagnes russes

#### En fonction
| Nom de l'attraction     | Type                                           | Constructeur                  | Année d'ouverture |
| ----------------------- | ---------------------------------------------- | ----------------------------- | ----------------- |
| Adventure Express       | Train de la mine                               | Arrow                         | 1991              |
| Backlot Stunt Coaster   | Montagnes russes lancées                       | Premier Rides                 | 2005              |
| Banshee                 | Montagnes russes inversées                     | Bolliger & Mabillard          | 2014              |
| Beast                   | Montagnes russes en bois                       | Charlie Dinn                  | 1979              |
| Diamondback             | Méga montagnes russes Hypercoaster             | Bolliger & Mabillard          | 2009              |
| Flight Deck             | Montagnes russes à véhicules suspendus         | Arrow                         | 1993              |
| Flight of Fear          | Montagnes russes lancées                       | Premier Rides                 | 1996              |
| Flying ACE Aerial Chase | Montagnes russes à véhicules suspendus         | Vekoma                        | 2001              |
| Great Pumpkin Coaster   | Montagnes russes assises junior                | Miler Coaster (en)            | 1992              |
| Invertigo               | Montagnes russes navette inversées / Invertigo | Vekoma                        | 1999              |
| Mystic Timbers          | Montagnes russes en bois                       | Great Coasters International  | 2017              |
| Orion                   | Hyper montagnes russes                         | Bolliger & Mabillard          | 2020              |
| The Racer               | Montagnes russes en bois                       | Philadelphia Toboggan Company | 1972              |
| Woodstock Express       | Montagnes russes en bois                       | Philadelphia Toboggan Company | 1972              |

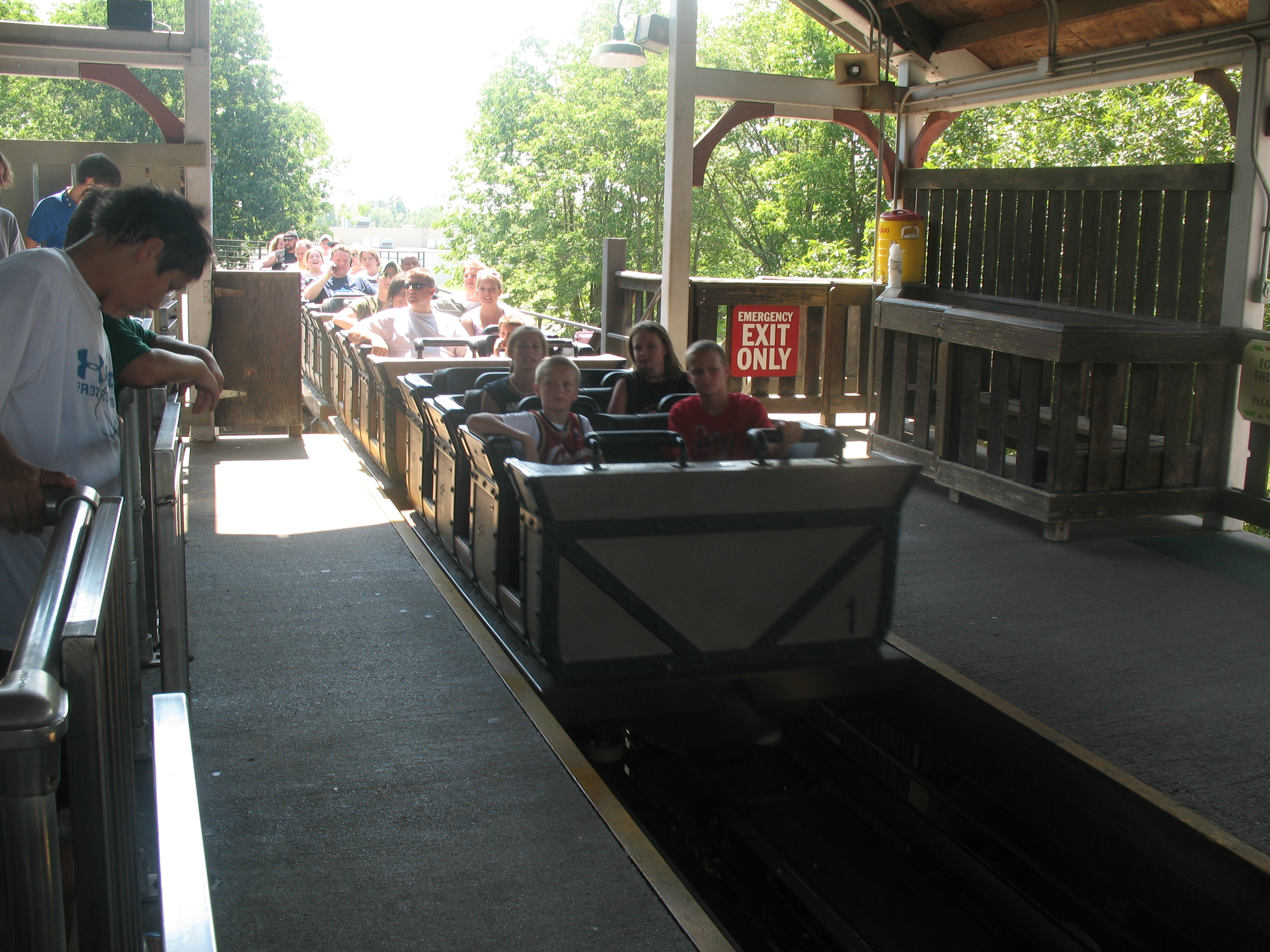
Adventure Express
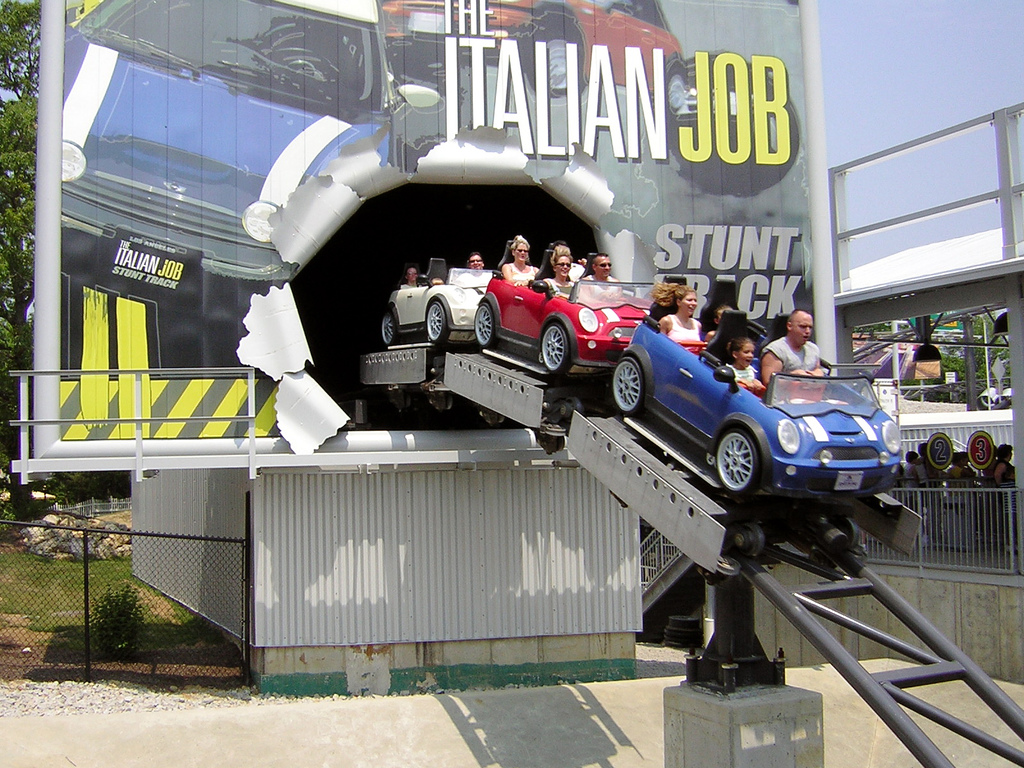
Backlot Stunt Coaster
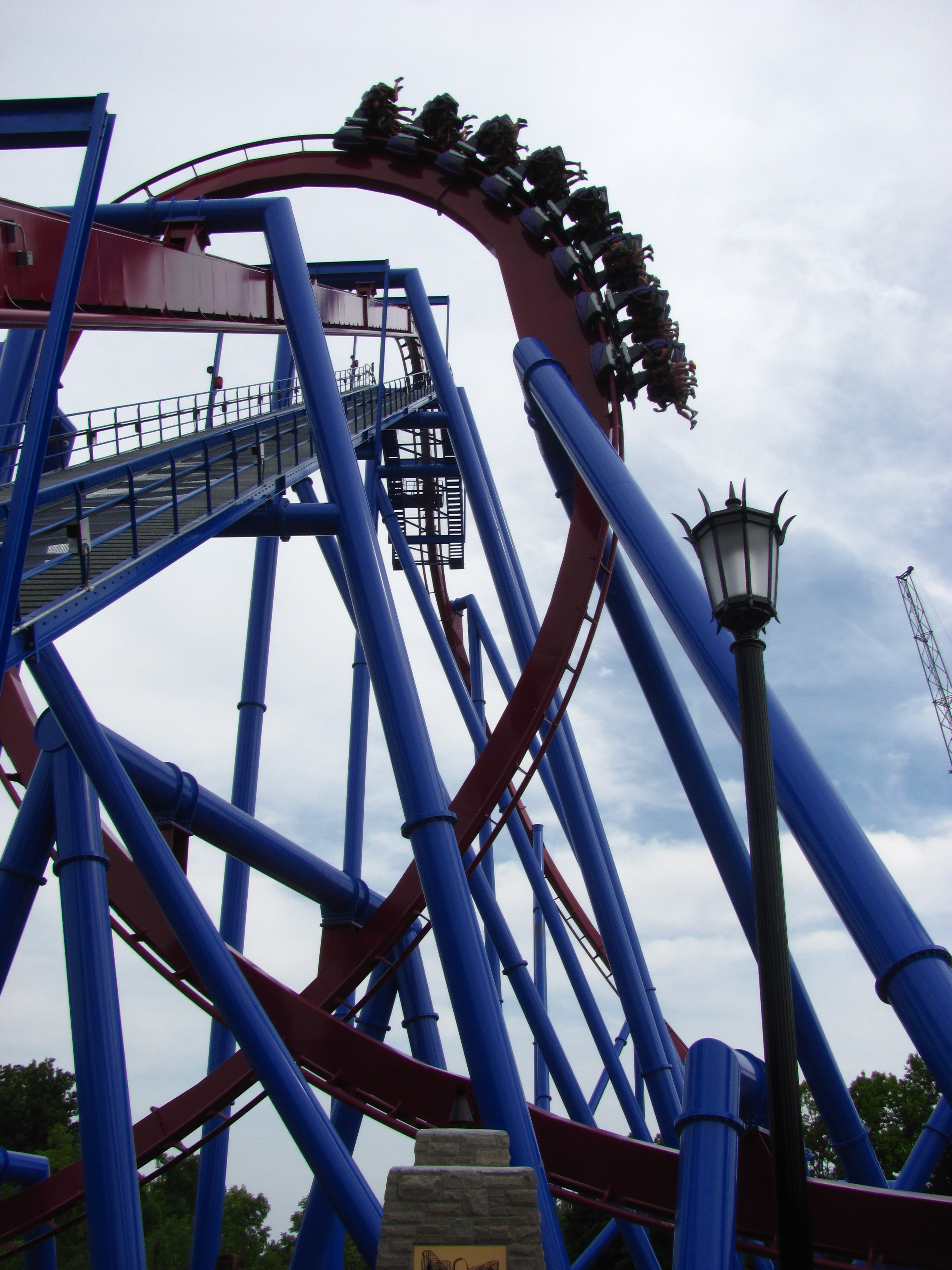
Banshee
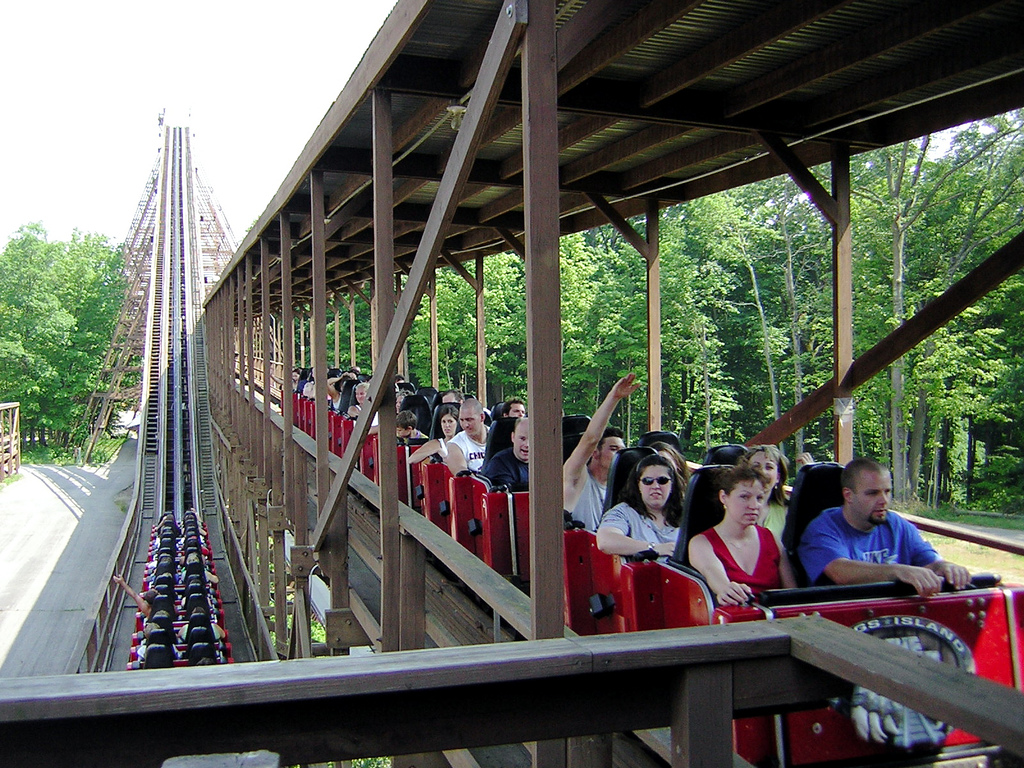
Beast
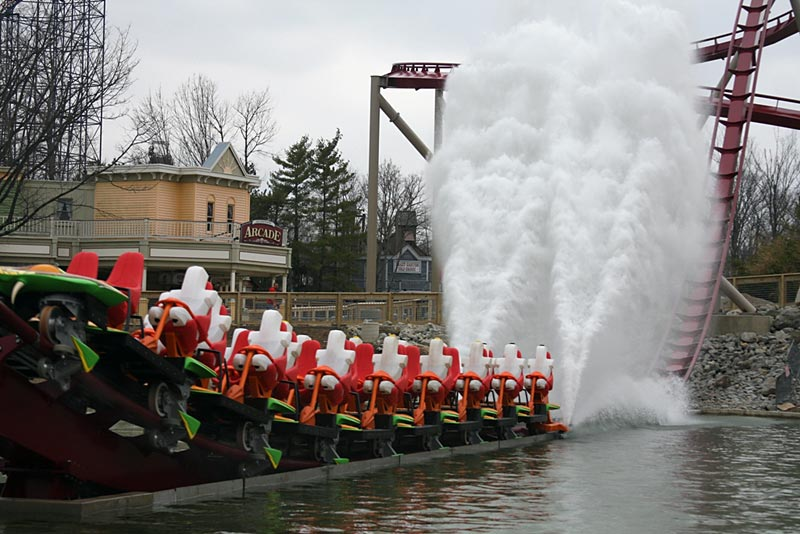
Diamondback
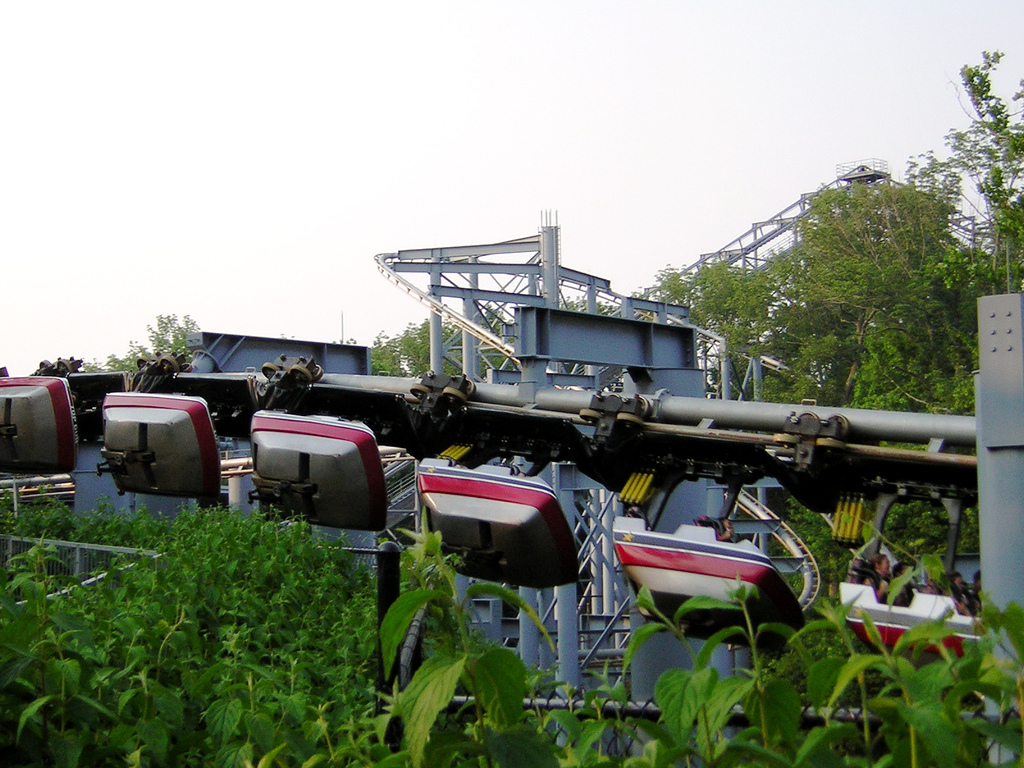
Flight Deck
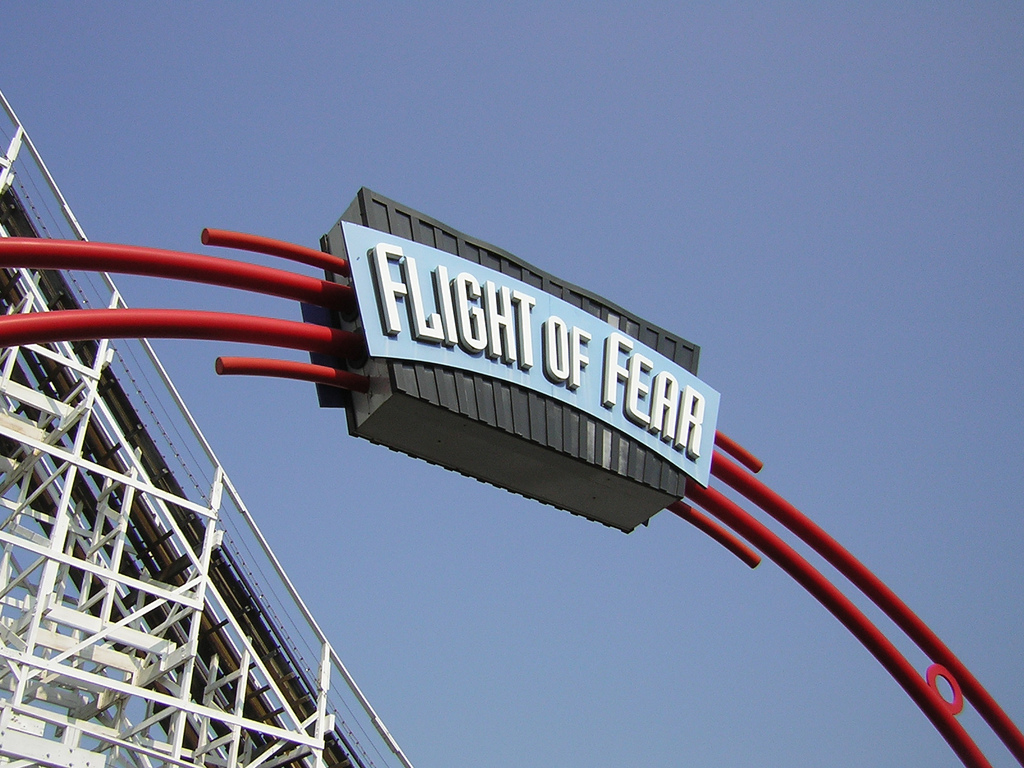
Flight of Fear
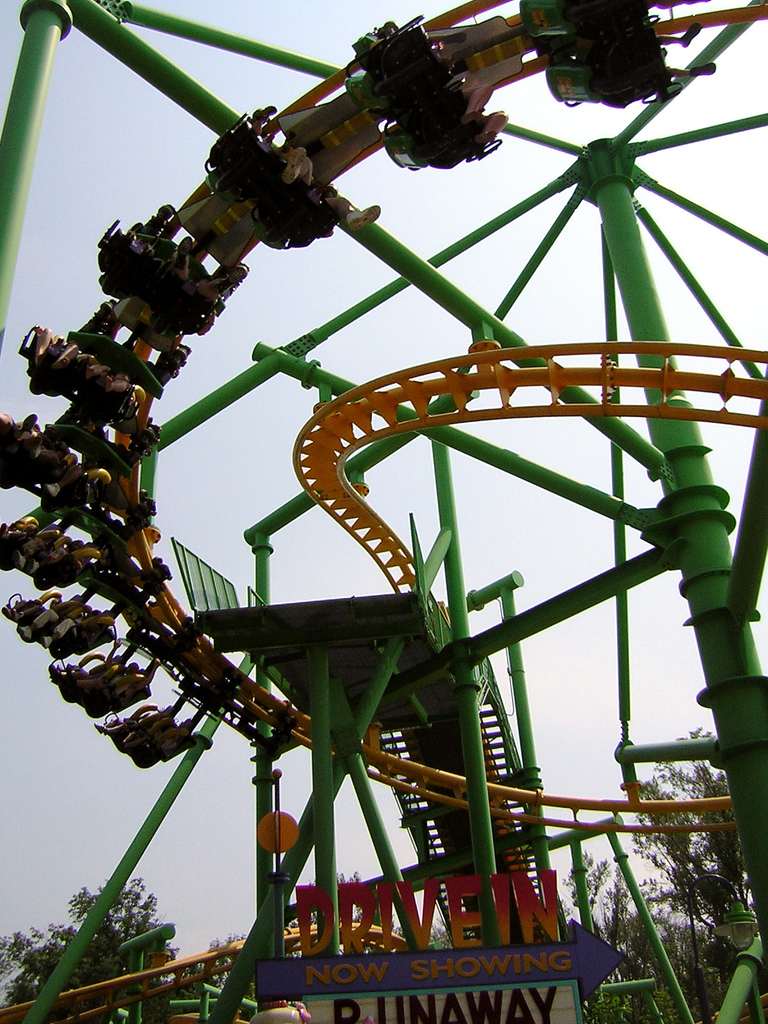
Flying ACE Aerial Chase
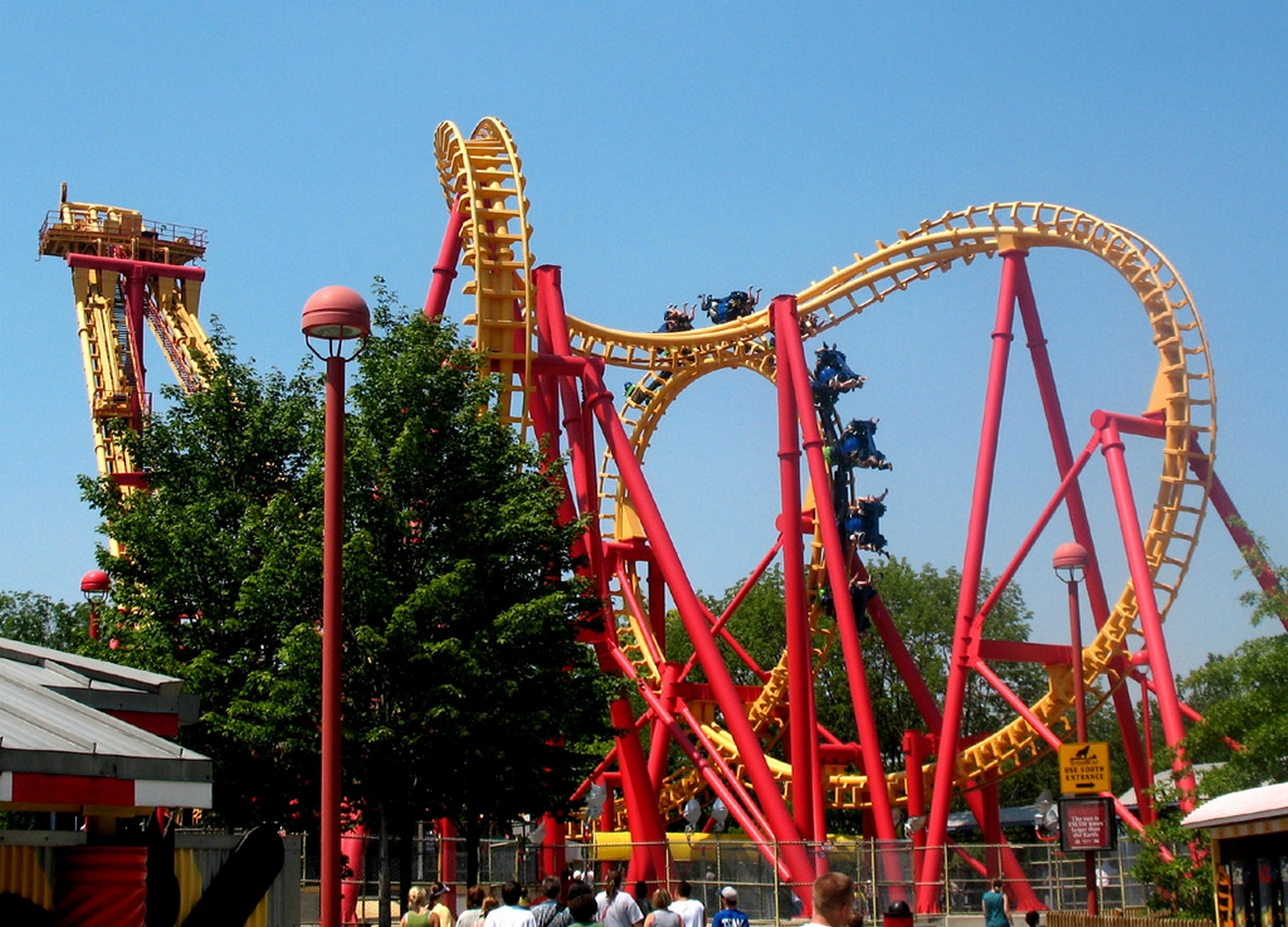
Invertigo
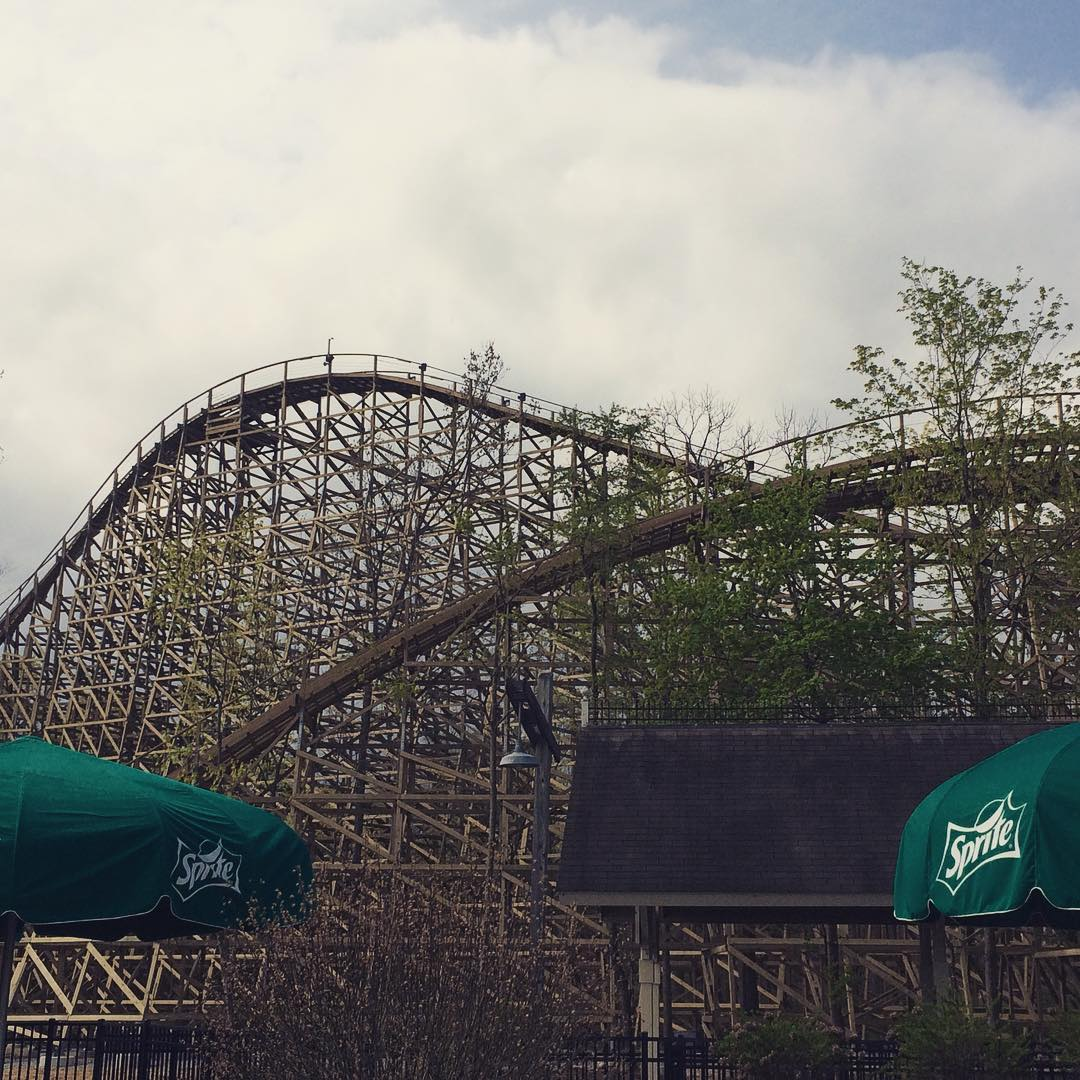
Mystic Timbers
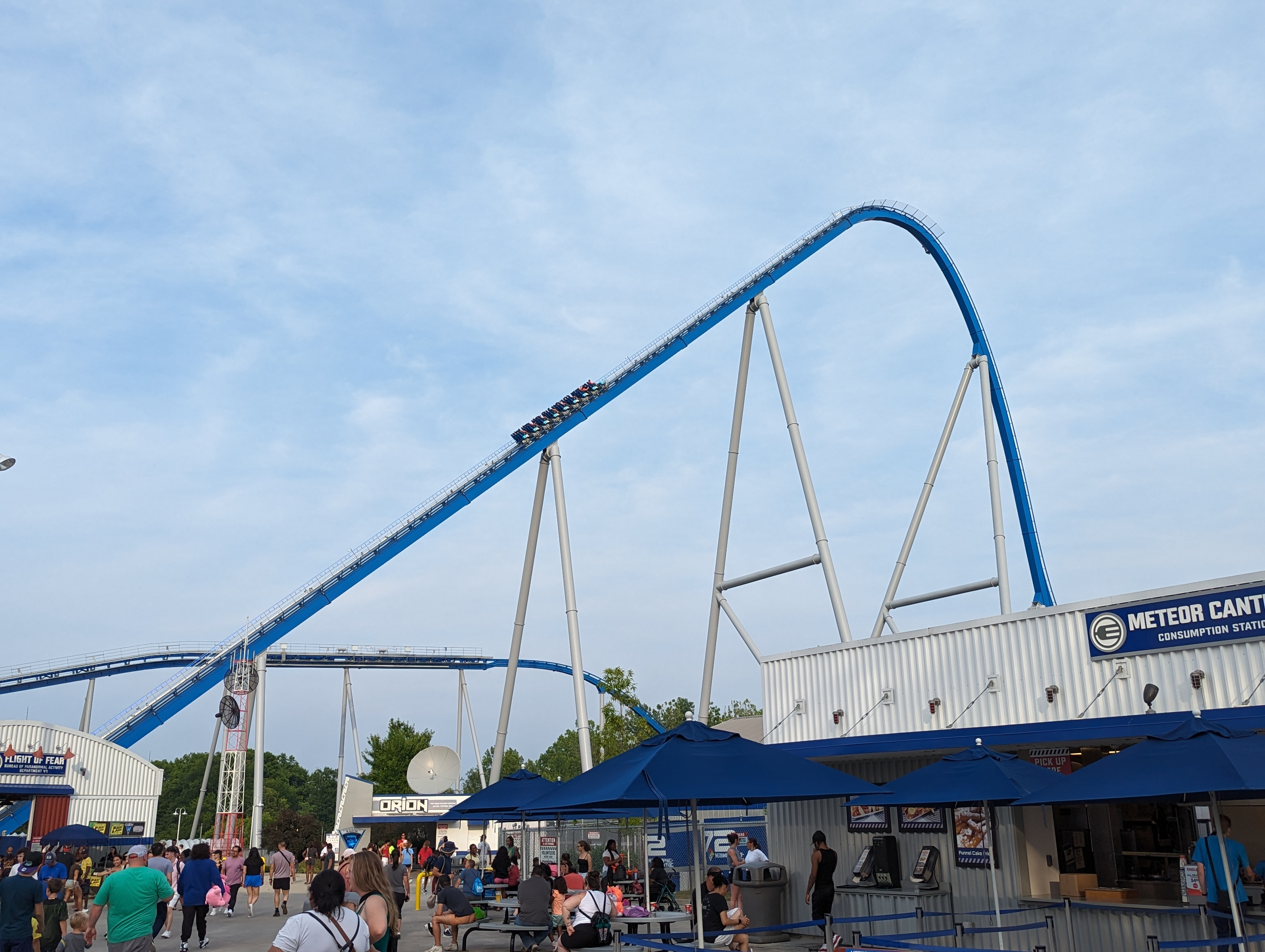
Orion
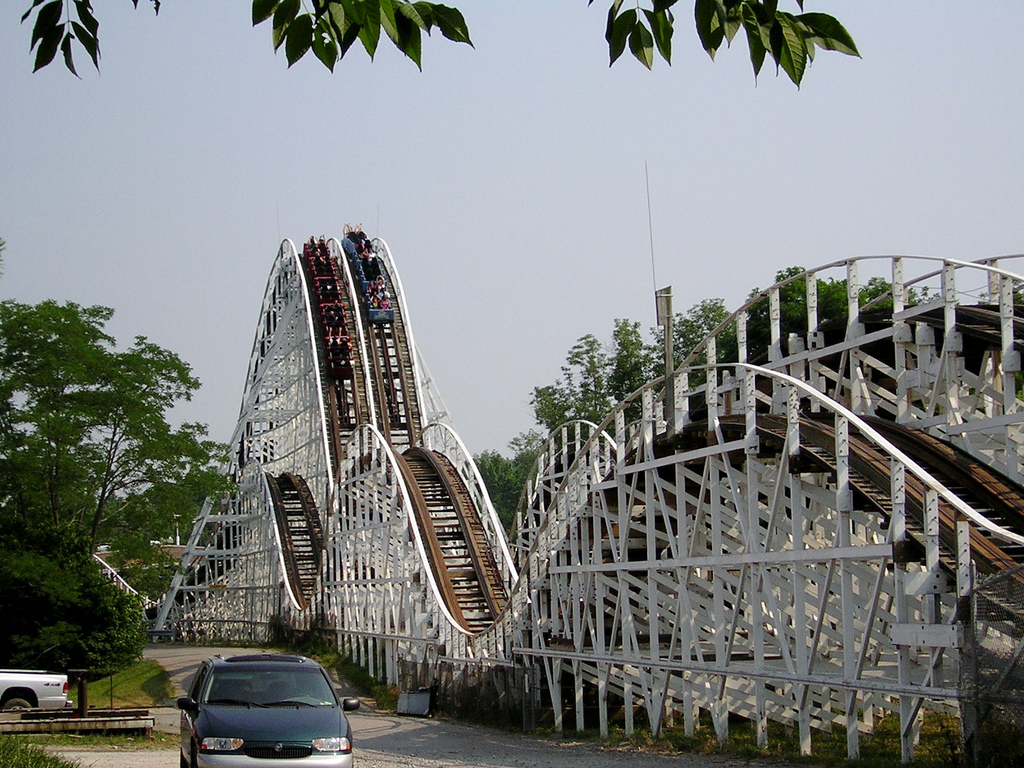
The Racer
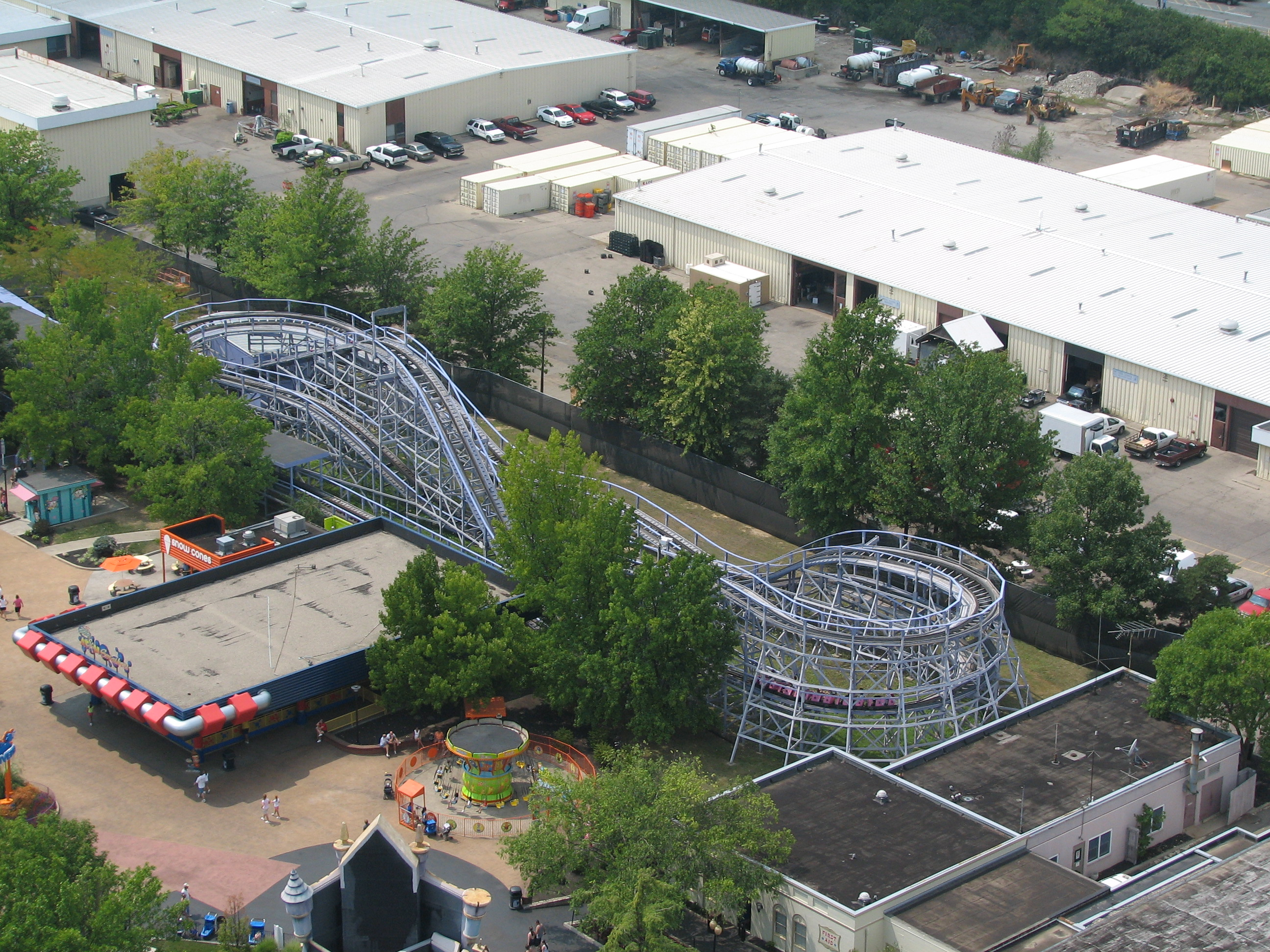
Woodstock Express

#### Disparues
| Nom de l'attraction      | Type                                   | Constructeur                          | Année d'ouverture | Année de fermeture |
| ------------------------ | -------------------------------------- | ------------------------------------- | ----------------- | ------------------ |
| Bat                      | Montagnes russes à véhicules suspendus | Arrow                                 | 1981              | 1983               |
| Bavarian Beetle          | Montagnes russes en métal/Galaxi       | S.D.C.                                | 1972              | 1979               |
| Demon                    | Montagnes russes navette               | Arrow                                 | 1977              | 1987               |
| Firehawk                 | Montagnes russes volantes              | Vekoma                                | 2007              | 2018               |
| King Cobra               | Montagnes russes debout                | Togo                                  | 1984              | 2001               |
| Scooby's Ghoster Coaster | Montagnes russes à véhicules suspendus | Caripro                               | 1998              | 2005               |
| Son of Beast             | Montagnes russes en bois               | Roller Coaster Corporation of America | 2000              | 2009               |
| Vortex                   | Montagnes russes assises               | Arrow                                 | 1987              | 2019               |

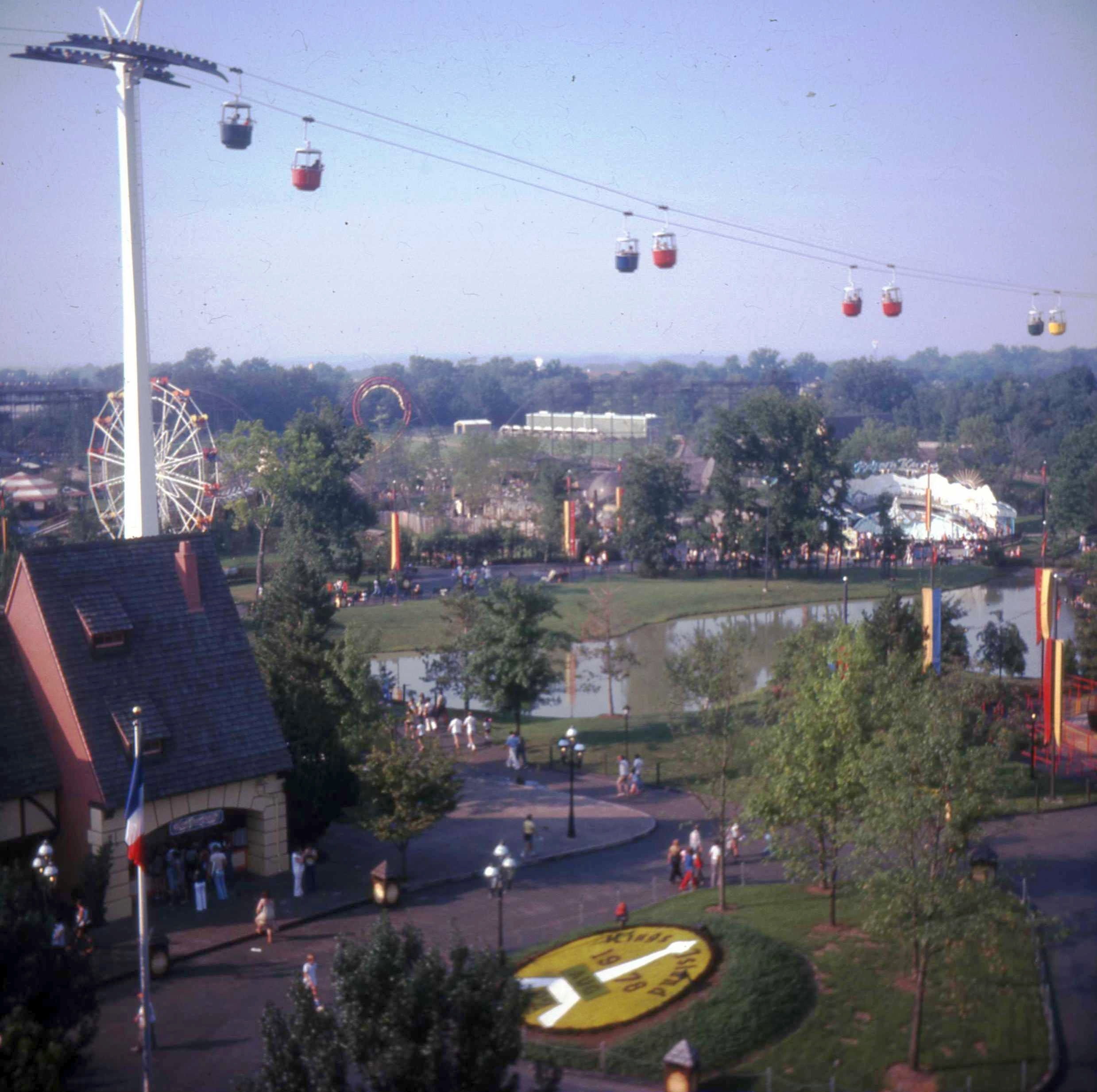
Demon
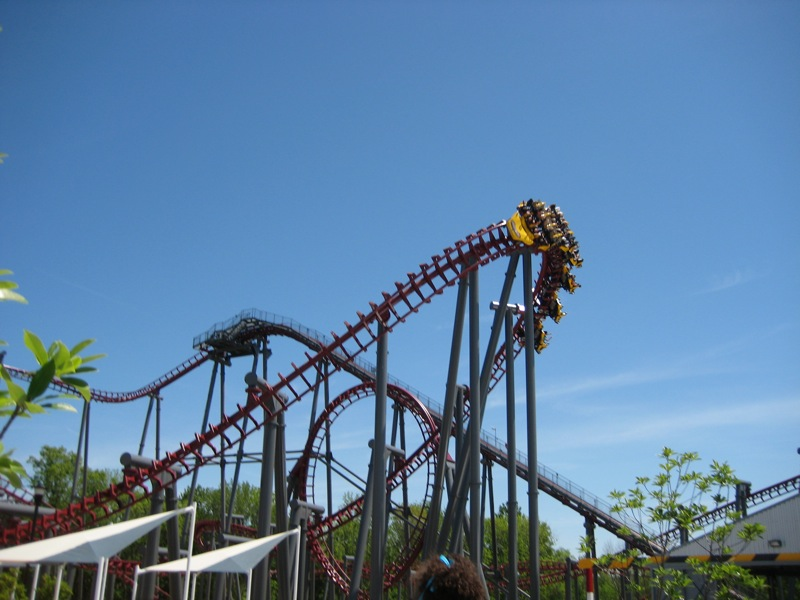
Firehawk
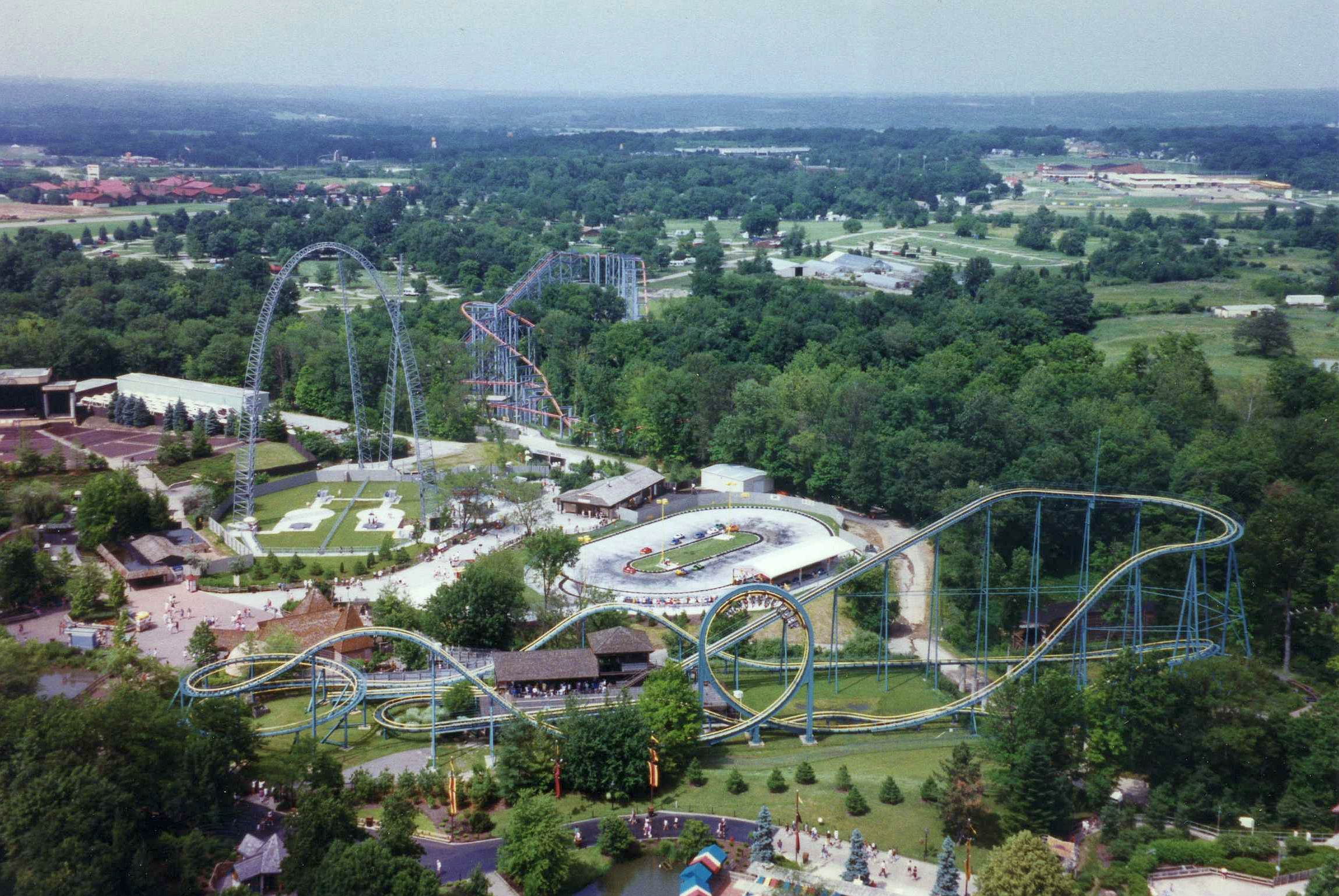
King Cobra
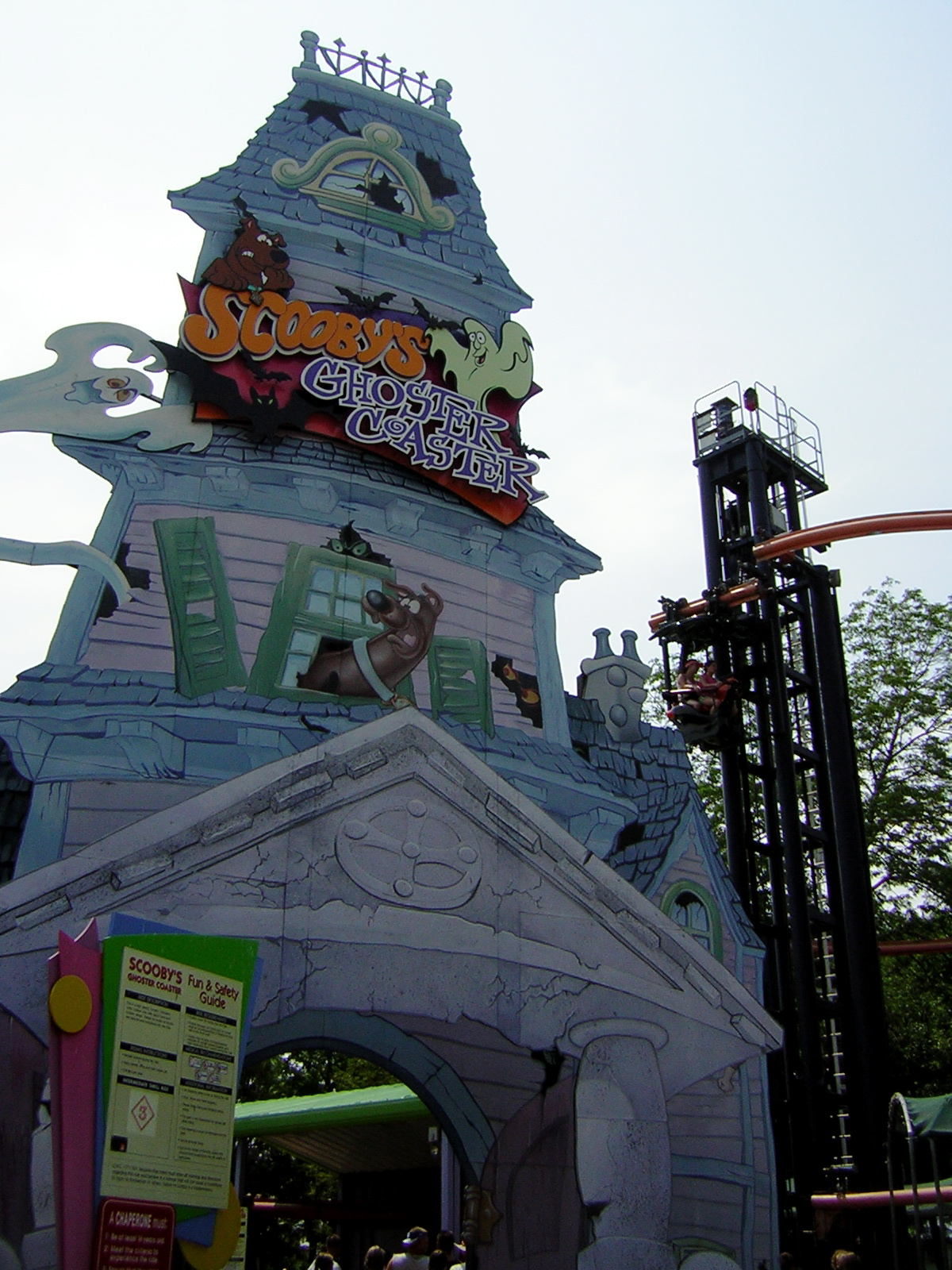
Scooby's Ghoster Coaster
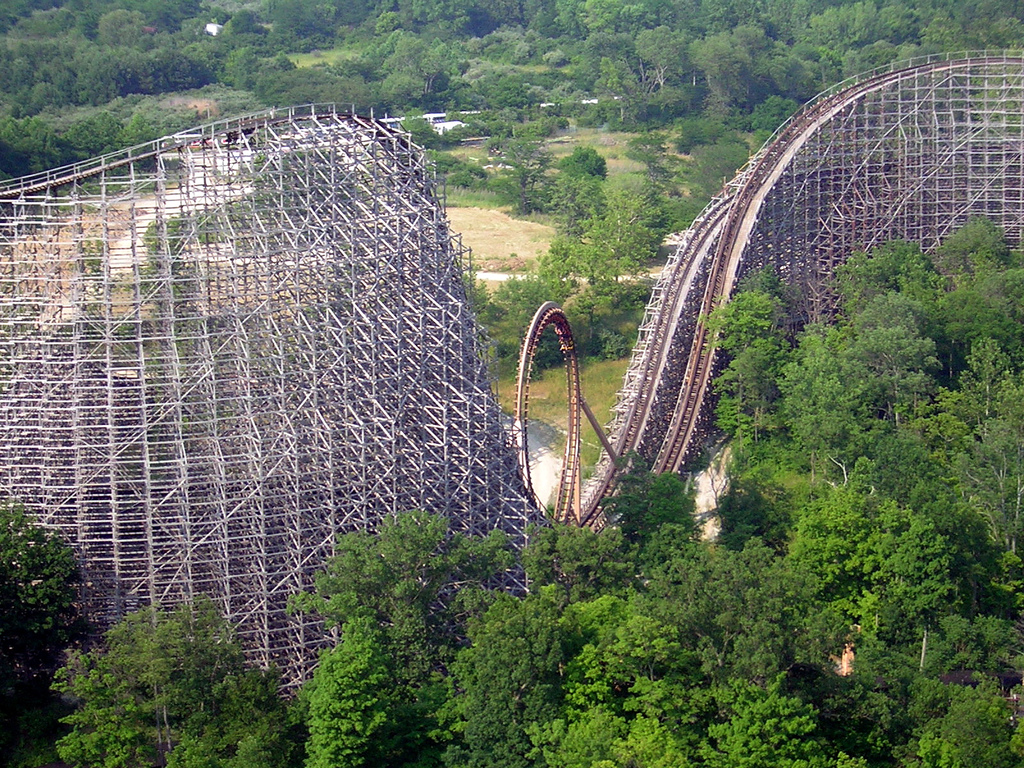
Son of Beast
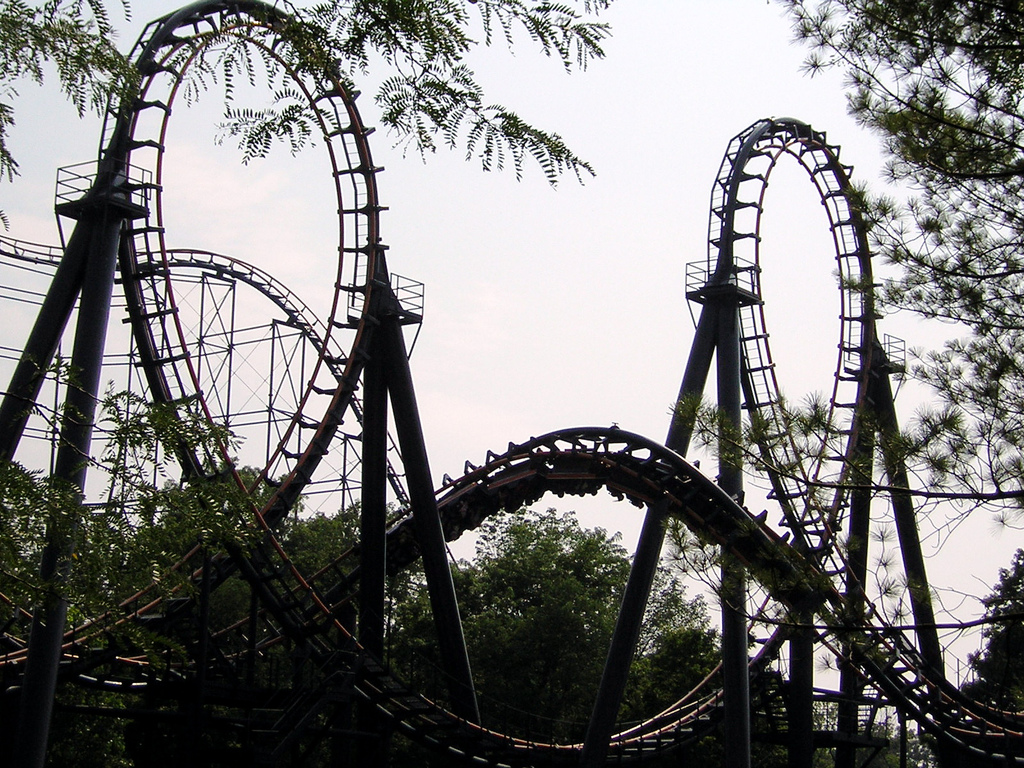
Vortex

### Les attractions aquatiques
- Congo Falls - Shoot the Chute d'Intamin (1988)
- Race For Your Life Charlie Brown - Bûches, Arrow Dynamics (1972)
- White Water Canyon - Rivière rapide en bouées (1985)

### Autres attractions
- Avatar: The Last Airbender - Disk'O Coaster de Zamperla (2006)
- Delirium - Frisbee de Huss Rides (2003)
- Dogmens - Autos-tamponneuses (1972)
- Drop Tower - Tour de chute d'Intamin (1999)
- Grand Carousel - Carrousel
- Monster - Pieuvre (1972)
- Phantom Flyers - (2006)
- Scrambler - Scrambler (1972)
- Shake, Rattle, and Roll
- The Crypt - Top Spin (2002)
- Troika - Troika de Huss Rides (1975)
- Thunder Alley - Parcours de Karting
- Viking Fury - Bateau à bascule Super Bounty d'Intamin[3] (1982)
- Zephyr - Chaises volantes (1985)

## Récompenses
| Catégorie                    | Prix reçu en   | Reçu pour          |
| ---------------------------- | -------------- | ------------------ |
| Meilleur nouvelle attraction | 2017           | Mystic Timbers     |
| Meilleur parc pour enfant    | de 2006 à 2017 | L'ensemble du parc |